# Saint-Hilaire-le-Grand
Saint-Hilaire-le-Grand település Franciaországban, Marne megyében. Lakosainak száma 359 fő (2022. január 1.). Saint-Hilaire-le-Grand Aubérive, Baconnes, Jonchery-sur-Suippe, Mourmelon-le-Grand, Sainte-Marie-à-Py, Saint-Souplet-sur-Py és Souain-Perthes-lès-Hurlus községekkel határos.

## Népesség
A település népessége az elmúlt években az alábbi módon változott:
| Lakosok száma | 335  | 327  | 276  | 324  | 337  | 341  | 363  | 373  | 378  | 359  |
|               | 1968 | 1982 | 1990 | 2006 | 2013 | 2015 | 2017 | 2019 | 2020 | 2022 |